# 等指海葵
等指海葵（Actinia equina）是海葵科海葵属的一种。体色变化大，柱体呈深乳黄色、深红色、红褐色或玫瑰红色。触手有6圈，可达192支。分布于地中海，大西洋东部及苏格兰北部，水深2米的海域。其毒素能使动物血压快速下降，心率减慢，呼吸抑制，从而引起动物死亡。故其毒素可用于制作降压药。